# Arycanda inculpata
Arycanda inculpata är en fjärilsart som beskrevs av Gustav Weymer 1885. Arycanda inculpata ingår i släktet Arycanda och familjen mätare. Inga underarter finns listade i Catalogue of Life.